# Édith Piaf : Une brève rencontre
Édith Piaf : Une brève rencontre est un téléfilm français de 1993, réalisé par Michel Wyn et écrit par Pascal Lainé.

## Fiche technique
- Réalisation : Michel Wyn
- Scénario : Pascal Lainé
- Société de production : France 3
- Durée : 53 minutes
- Date de diffusion :  France 25 décembre 1993 sur FR3

## Distribution
- Sophie Artur :Édith Piaf
- Jean-Claude Bouillon : Louis Leplée
- Florence Rougé : Momone
- Dora Doll : Fréhel
- Rebecca Potok : Mme Lulu
- les chansons sont interprétées par Mouron